# Elasmus nowickii
Elasmus nowickii är en stekelart som beskrevs av Charles Ferrière 1947. Elasmus nowickii ingår i släktet Elasmus, och familjen finglanssteklar. Arten är reproducerande i Sverige.